# Guerlinguetus
Guerlinguetus és un gènere de rosegadors de la família dels esciúrids. Les espècies d'aquest grup són oriündes de Sud-amèrica, on s'estenen des de l'est de Colòmbia fins al nord-est de l'Argentina, passant per Veneçuela, les Guaianes i el Brasil. Són més grossos que els esquirols dels gèneres Microsciurus, Sciurillus i Syntheosciurus, però més petits que els dels gèneres Hadrosciurus i Simosciurus. Fins a principis del segle XXI era considerat un subgènere de Sciurus.